# Ledvätska
Ledvätska eller synovialvätska är en icke-newtonsk vätska som är innesluten i kroppens leder, bland annat knä, finger och armbåge. Lederna är benförbindelser som ger oss vår rörlighet. Benändarna är klädda med brosk som minskar friktionen. Leden är innesluten i en ledkapsel. Här fungerar ledvätskan som en sorts smörjmedel. Ledvätskan förser också ledbrosket med syre och näringsämnen. Ledvätskan gör att till exempel fingrarna inte knakar när vi rör på dem men ibland saknas ledvätska och det är då vi hör att det knakar. När man tränar produceras mer ledvätska, vilket gör att lederna knakar mindre. Det finns en mängd besvär och sjukdomar kopplade till lederna och ledvätskan, bland annat ledinflammationer, ledgångsreumatism, fibromyalgi och Bechterews sjukdom.